# Vang Csiang (teniszező)
Vang Csiang (egyszerűsített kínai írással: 王蔷, pinjin: Wáng Qiáng, a nemzetközi szakirodalomban: Wang Qiang); (Tiencsin (Tiānjīn), 1992. január 14. –) kínai hivatásos teniszezőnő.
2006-ban kezdte profi pályafutását, két WTA-tornát nyert egyéniben, és húszat párosban. Emellett 1 WTA 125K és 13 egyéni, valamint 1 páros ITF-versenyen szerezte meg a végső győzelmet. Legjobb egyéni világranglista-helyezése a 12. hely, ezt 2019. szeptember 9-én érte el, párosban 2018. július 23-án került a 118. helyre.
A Grand Slam-tornákon egyéniben a legjobb eredményét a 2019-es US Openen érte el, amelyen a negyeddöntőig jutott. Párosban a legjobb eredménye a 2017-es Roland Garroson és a 2017-es US Openen, valamint a 2019-es Australian Openen elért 2. kör.
2012−2016 között tagja volt Kína Fed-kupa-válogatottjának.

## Pályafutása
Kilencéves korában kezdett el teniszezni. 2006-ban és 2007-ben Kína korosztályos ifjúsági bajnoka volt. Első ITF-tornájára 2006-ban nevezték be. ITF-torna döntőjébe első ízben 2010. szeptemberben párosban jutott, amelyet elvesztett, de egy hónapra rá, októberben már megnyerte a Tajvanban rendezett 10 000 dolláros tornát. Első egyéni ITF-tornagyőzelmét 2010. novemberben szerezte, amikor megnyerte a 10 000 dolláros hyogói tornát. WTA-tornán először 2009-ben szerepelt Kantonban, ahol a kvalifikáció első körében búcsúzni kényszerült. WTA-torna főtáblájára először 2012. júliusban Bakuban sikerült feljutnia.
Első kiugró sikerét 2013-ban a Malaysian Openen érte el, ahol a selejtezőből feljutva az első körben meccslabdát hárítva győzte le a verseny 1. kiemeltjét, Caroline Wozniackit.
Grand Slam-tornán először a 2014-es US Openen szerepelt, ahol a kvalifikációból feljutva a 2. körig jutott. 2014. októberben bejutott a WTA 125K kategóriájú Ningbo Open döntőjébe, ahol azonban vereséget szenvedett a lengyel Magda Linettetől. 2017. áprilisban azonban már győztesként végzett a Csengcsouban rendezett Zhengzhou Openen, miután a döntőben legyőzte a kínai Peng Suajt.
Első WTA-döntőjét 2017. októberben a Hong Kong Openen játszotta, ahol még nem sikerült győznie. Az igazi kiugrás éve 2018 volt, amikor két WTA-tornát is nyert. Júliusban Nancsangban megnyerte a Jiangxi Opent, a döntőben Cseng Szaj-szajt győzve le, majd szeptemberben Kantonban is győzni tudott a Guangzhou Openen, ahol a döntőben Julija Putyinceva ellen diadalmaskodott. E győzelme után a világranglistán az eddigi legjobb helyezéseként a 34. helyre került. Az éves pontversenyben a világranglista 22. helyére került, ezzel jogot szerzett a WTA Elite Trophy-tornán való indulásra, amelyen a döntőig jutott. A 2018-as évet ezzel a világranglista 20. helyén zárta.

## WTA döntői

### Egyéni

#### Győzelmei (2)
| Összesítés           |                        |
| Grand Slam-torna (0) |                        |
| Tier I (0)           | Premier Mandatory* (0) |
| Tier II (0)          | Premier Five* (0)      |
| Tier III (0)         | Premier* (0)           |
| Tier IV (0)          | International* (2)     |
| Tier V (0)           | Challenger* (0)        |
| WTA Finals (0)       |                        |
| WTA Elite Trophy (0) |                        |

| Borításonként |
| ------------- |
| Kemény (2–0)  |
| Salak (0–0)   |
| Fű (0–0)      |
| Szőnyeg (0–0) |

| No. | Dátum                | Torna                        | Borítás | Ellenfél          | Eredmény         | Megj. |
| --- | -------------------- | ---------------------------- | ------- | ----------------- | ---------------- | ----- |
| 1.  | 2018. július 29.     | Jiangxi Open, Nancsang, Kína | Kemény  | Cseng Szaj-szaj   | 7–5, 4–0 feladta |       |
| 2.  | 2018. szeptember 23. | Guangzhou Open, Kanton, Kína | Kemény  | Julija Putyinceva | 6–1, 6–2         |       |

#### Elveszített döntői (3)
| No. | Dátum             | Torna                                | Borítás    | Ellenfél            | Eredmény | Megj.     |
| --- | ----------------- | ------------------------------------ | ---------- | ------------------- | -------- | --------- |
| 1.  | 2018. október 14. | Hong Kong Open, Hongkong             | Kemény     | Dajana Jasztremszka | 2–6, 1–6 |           |
| 2.  | 2018. november 4. | WTA Elite Trophy, Csuhaj             | Kemény (f) | Ashleigh Barty      | 3–6, 4–6 | részletek |
| 3.  | 2021. május 22.   | Emilia Romagna Open, Montechiarugolo | Salak      | Cori Gauff          | 1–6, 3–6 |           |

### Páros

#### Elveszített döntői (1)
|    | Dátum             | Torna          | Borítás | Partner       | Ellenfelek a döntőben         | Eredmény a döntőben |
| 1. | 2017. október 15. | Hong Kong Open | Kemény  | Lu Csia-csing | Csan Jung-zsan Csan Hao-csing | 1–6, 1–6            |

## WTA 125K döntői

### Egyéni

#### Győzelmei (1)
| No. | Dátum         | Torna                           | Borítás | Ellenfél  | Eredmény                 |
| --- | ------------- | ------------------------------- | ------- | --------- | ------------------------ |
| 1.  | 2017. április | Zhengzhou Open, Csengcsou, Kína | Kemény  | Peng Suaj | 3–6, 7–6(3), 1–1 feladta |

#### Elveszített döntői (1)
| No. | Dátum         | Torna                     | Borítás | Ellenfél      | Eredmény      |
| --- | ------------- | ------------------------- | ------- | ------------- | ------------- |
| 1.  | 2014. október | Ningbo Open, Ningbo, Kína | Kemény  | Magda Linette | 6–3, 5–7, 1–6 |

## ITF döntői

### Egyéni: 17 (13–4)
| Díjazás        |
| -------------- |
| $100,000 torna |
| $75,000 torna  |
| $50,000 torna  |
| $25,000 torna  |
| $15,000 torna  |
| $10,000 torna  |

| Borításonként |
| ------------- |
| Kemény (12–3) |
| Salak (0–0)   |
| Fű (0–1)      |
| Szőnyeg (1–0) |

| Eredmény | No. | Dátum              | Torna                 | Borítás | Ellenfél                | Eredmény         |
| -------- | --- | ------------------ | --------------------- | ------- | ----------------------- | ---------------- |
| Győztes  | 1.  | 2010. november 11. | Hyogo, Japán          | Szőnyeg | Yurina Koshino          | 6–1, 6–4         |
| Döntős   | 1.  | 2011. június 19.   | Balikpapan, Indonézia | Kemény  | Varatchaya Wongteanchai | 5–7, 3–6         |
| Győztes  | 2.  | 2012. március 18.  | Sanya, Kína           | Kemény  | Han Hszin-jün           | 6–2, 6–4         |
| Győztes  | 3.  | 2012. május 8.     | Peking, Kína          | Kemény  | Csan Jung-zsan          | 6–2, 6–4         |
| Győztes  | 4.  | 2012. december 2.  | Bangkok, Thaiföld     | Kemény  | Nungnadda Wannasuk      | 6–2, 6–1         |
| Győztes  | 5.  | 2012. december 9.  | Bangkok, Thaiföld     | Kemény  | Hszin Ven               | 4–6, 6–3, 6–4    |
| Döntős   | 2.  | 2013. április 28.  | Wenshan, Kína         | Kemény  | Csang Jü-hszüan         | 6–1, 6–7(4), 2–6 |
| Döntős   | 3.  | 2013. május 5.     | Gifu, Japán           | Kemény  | An-Sophie Mestach       | 6–1, 3–6, 0–6    |
| Győztes  | 6.  | 2014. február 23.  | Új-Delhi, India       | Kemény  | Julija Bejhelzimer      | 6–1, 6–3         |
| Győztes  | 7.  | 2014. május 19.    | Kurume, Japán         | Fű      | Eri Hozumi              | 6–3, 6–1         |
| Győztes  | 8.  | 2014. május 25.    | Tianjin, Kína         | Kemény  | Csu Lin                 | 6–3, 6–2         |
| Győztes  | 9.  | 2014. augusztus 3. | Vuhan, Kína           | Kemény  | Luksika Kumkhum         | 6–2, 6–2         |
| Győztes  | 10. | 2015. július 6.    | Bangkok, Thaiföld     | Kemény  | Csang Kaj-lin           | 6–2, 6–4         |
| Győztes  | 11. | 2016. március 27.  | Kanton, Kína          | Kemény  | Liu Fang-csou           | 6–2, 6–2         |
| Győztes  | 12. | 2016. április 17.  | Sencsen, Kína         | Kemény  | Mayo Hibi               | 6–2, 6–0         |
| Döntős   | 4.  | 2016. május 8.     | Gifu, Japán           | Kemény  | Hiroko Kuwata           | 2–6, 6–2, 4–6    |
| Győztes  | 13. | 2016. július 30.   | Vuhan, Kína           | Kemény  | Luksika Kumkhum         | 7–5, 6–2         |

### Páros: 2 (1–1)
| Eredmény | No. | Dátum                | Torna             | Borítás    | Partner       | Ellenfelek                    | Score            |
| -------- | --- | -------------------- | ----------------- | ---------- | ------------- | ----------------------------- | ---------------- |
| Döntős   | 1.  | 2010. szeptember 25. | Makinohara, Japán | Szőnyeg    | Kao Shao-yuan | Lu Csia-csing Lu Csia-hsziang | 5–7, 6–1, [9–11] |
| Győztes  | 1.  | 2010. október 25.    | Tajpej, Tajvan    | Kemény (f) | Kao Shao-yuan | Juan Ting-fei Cseng Szaj-szaj | 6–3, 7–6(2)      |

## Eredményei Grand Slam-tornákon

### Egyéni
| Grand Slam | Australian Open | Australian Open      | Roland Garros | Roland Garros       | Wimbledon | Wimbledon        | US Open        | US Open              |
| Év         | Eredmény        | Utolsó ellenfél      | Eredmény      | Utolsó ellenfél     | Eredmény  | Utolsó ellenfél  | Eredmény       | Utolsó ellenfél      |
| 2014       | −               | −                    | −             | −                   | −         | −                | 2. kör         | Casey Dellacqua      |
| 2015       | 1. kör          | Polona Hercog        | 1. kör        | Francesca Schiavone | 1. kör    | Richèl Hogenkamp | 2. kör         | Barbora Strýcová     |
| 2016       | 2. kör          | A-L Friedsam         | 2. kör        | C Suárez Navarro    | 1. kör    | Daria Gavrilova  | 2. kör         | J Svedova            |
| 2017       | 1. kör          | M Lučić-Baroni       | 1. kör        | Venus Williams      | 2. kör    | Venus Williams   | 1. kör         | Darja Kaszatkina     |
| 2018       | 1. kör          | Madison Keys         | 3. kör        | Julija Putyinceva   | 1. kör    | Cseng Szaj-szaj  | 3. kör         | Elina Szvitolina     |
| 2019       | 3. kör          | Anastasija Sevastova | 2. kör        | Iga Świątek         | 3. kör    | Elise Mertens    | Negyeddöntő    | Serena Williams      |
| 2020       | 4. kör          | Unsz Dzsábir         | –             | –                   | elmaradt  | elmaradt         | –              | –                    |
| 2021       | 1. kör          | Sara Errani          | 2. kör        | Cori Gauff          | –         | –                | –              | –                    |
| 2022       | 3. kör          | Madison Keys         | 1. kör        | Jessica Pegula      | 2. kör    | Heather Watson   | Selejtező (Q2) | Selejtező (Q2)       |
| 2023       | –               | –                    | –             | –                   | –         | –                | –              | –                    |
| 2024       | –               | –                    | –             | –                   | 1. kör    | Emma Navarro     | 1. kör         | Ljudmila Szamszonova |

## Év végi világranglista-helyezései
| Év     | 2006 | 2007 | 2008 | 2009 | 2010 | 2011  | 2012 | 2013 | 2014 | 2015 | 2016  | 2017 | 2018 | 2019 | 2020 | 2021  | 2022 | 2023 |
| Egyéni | 896. | 778. | 556. | 363. | 291. | 270.  | 193. | 217. | 100. | 114. | 73.   | 45.  | 20.  | 29.  | 34.  | 104.  | 92.  | –    |
| Páros  | –    | –    | −    | 835. | 622. | 1208. | –    | –    | –    | 969. | 1119. | 154. | 253. | 306. | 527. | 1666. | 951. | –    |